# Список послов Великобритании в Турции
Список послов Великобритании в Турции — дипломаты, представляющие интересы Великобритании в Турции.

## Список
О дипломатах в период до основания Турецкой Республики, см. Список дипломатов Соединенного Королевства в Османской империи.
- 1920—1924 Рамболд, Хорас
- 1925—1926 Линдсей, Рональд
- 1926—1933 Клерк, Джордж
- 1933—1939 Лорейн, Перси
- 1939—1944 Нэтчбулл-Хьюджессен, Хью
- 1944—1946 Петерсон, Морис
- 1949—1951 en:Sir Noel Charles, 3rd Baronet
- 1951—1953 en:Alexander Knox Helm
- 1954—1958 James Bowker
- 1958—1962 en:Bernard Burrows
- 1963—1967 en:Denis Allen
- 1967—1969 Аллен, Роджер (дипломат)
- 1969—1972 Сарелл, Родерик
- 1972—1977 Филлипс, Хорас
- 1977—1980 Derek Dodson
- 1980—1983 Peter Laurence
- 1983—1986 en:Mark Russell
- 1986—1992 en:Timothy Daunt
- 1992—1995 en:John Goulden
- 1995—1997 en:Kieran Prendergast
- 1997—2001 David Logan
- 2002—2006 Уэстмакотт, Питер
- 2006—2009 en:Nick Baird
- 2009—2014 Дэвид Реддауэй
- 2014—2018 Ричард Мур
- с 2018 года — Доминик Чилкотт